# Локня (притока Готні)
Локня (рос. Р. Локня; Локня) — річка в Росії у Яковлівському й Борисовському районах Бєлгородської області. Ліва притока річки Готні (басейн Дніпра).

## Опис
Довжина річки приблизно 20,05 км, найкоротша відстань між витоком і гирлом — 17,94  км, коефіцієнт звивистості річки — 1,12 . Формується багатьма струмками та загатами.

## Розташування
Бере початок на південно-західній стороні від села Бутове. Тече переважно на південний захід через село Крюкове і у селі Красний Кут впадає у річку Готню, праву притоку Ворскли.

## Цікаві факти
- Пригирлова частина річки протікає через північно-західну частину державного заказника Білогір'є[3].